# Pseudoparaphyse
Als Pseudoparaphysen bezeichnet man lange sterile Organe, die in den Fruchtkörperstrukturen Perithecium und Pseudothecium von Pilzen vorkommen. Im Gegensatz zu den echten Paraphysen wachsen sie von oben in die Fruchtschicht (Hymenium) ein, und nicht von unten. Sie besitzen daher an der Fruchtschichtoberfläche keine freien Enden.
Man findet Pseudoparaphysen vor allem bei Vertretern von Dothideomycetes, besonders bei den Pleosporomycetidae, aber auch bei den Hypocreomycetidae aus der Klasse der Sordariomycetes.